# Bettina Bruinier
Bettina Bruinier (* März 1975 in Wiesbaden) ist eine deutsche Regisseurin.
Bruinier studierte 1995–99 Opern- und Schauspielregie an der Bayerischen Theaterakademie in München, u. a. bei Cornel Franz. Als Regieassistentin am Staatstheater Kassel (1999–2001) arbeitete sie u. a. mit Armin Petras, Sebastian Baumgarten, am Deutschen Theater Berlin (2001–2005) u. a. mit Dimiter Gotscheff, Michael Thalheimer, Armin Petras und Jürgen Kruse zusammen. Als freie Regisseurin inszenierte sie ab 2005 am Deutschen Theater Berlin, am Staatstheater Mainz, am Theater der Stadt Heidelberg, am Theater Konstanz, am Volkstheater München (2008 Publikumspreis Festival »radikal jung«) und an der Sächsischen Staatsoper. Von 2009 bis 2011 war Bruinier Hausregisseurin am Schauspiel Frankfurt, von 2017 bis 2023 Schauspieldirektorin am Saarländischen Staatstheater Saarbrücken. Seit Beginn der Spielzeit 2023/2024 ist sie als Co-Direktorin Schauspiel und Regisseurin am Tiroler Landestheater in Innsbruck engagiert.
Bruinier lebt in Berlin und Innsbruck.

## Inszenierungen (Auswahl)
Hessische Theatertage Kassel:
- Die Liebe, die ich meine von Robert Woelfl (2002)

An der Bayerischen Theaterakademie August Everding, München:
- Rosenkranz und Güldenstern sind tot von Tom Stoppard (1997)
- The Turn of the Screw von Benjamin Britten (1998)
- Weihnachten war letztes Jahr von Jürgen von Stenglin (1998, UA)
- Unter dem Milchwald von Dylan Thomas (1998)
- Jakob Lenz von Wolfgang Rihm (1999)
- Quer.Feld.Ein nach Staatstheater von Maurizio Kagel, im Rahmen der Expo 2000, Deutscher Pavillon, Hannover
- L’occasione fa il ladro (Gelegenheit macht Diebe) von Gioacchino Rossini (2021)

Seit 2003 kleinere Inszenierungen für die Kammerbar des Deutschen Theaters, Berlin; u. a.:
- Kurze Interviews mit fiesen Männern von David Foster Wallace (2003)
- Wild Cards – playing the future nach Texten von Karlheinz Steinmüller u. a. (2004)
- Till Eulenspiegel von Erich Kästner (2005)
- Die Glasmenagerie von Tennessee Williams (2005)
- Mein Freund Bunbury von Oscar Wilde (2006)
- Die Probe von Lukas Bärfuss (2007)

am Staatstheater Mainz:
- Amphitryon von Heinrich von Kleist (2005)

am Theater der Stadt Heidelberg:
- Calling Patty Hearst von Bettina Bruinier/Marie Enzler (2005)

am Theater Konstanz:
- Gretchen 89 ff. von Lutz Hübner (2006)
- Wie im Himmel nach Kay Pollack (2007, UA)
- Maria Stuart von Schiller (2008)

am Volkstheater München:
- Schilf nach Juli Zeh (2007, UA) (2008 Publikumspreis Festival »radikal jung«)
- Alice im Wunderland von Roland Schimmelpfennig nach Lewis Carroll (2008)
- Der Kaktus von Juli Zeh (2009, UA)
- I hired a contract killer nach Aki Kaurismäki (2010)
- Ein Volksfeind von Henrik Ibsen (2010)
- Solaris nach Stanislaw Lem, Bühnenfassung: Bettina Bruinier und Katja Friedrich (2011, UA)
- Unendlicher Spaß nach David Foster Wallace (2012, UA)

am Staatsschauspiel Dresden:
- Sieben Schritte zur Selbstauflösung von Marcel Luxinger (2007)
- Nora oder ein Puppenheim von Henrik Ibsen (2008)
- Der Diener zweier Herren von Carlo Goldoni in einer Fassung von Martin Heckmanns (2013)

am Staatstheater Braunschweig:
- Konfetti – Ein Zauberabend für politisch Verwirrte von Ingrid Lausund (2008)

am Theaterhaus Jena:
- Anatomie von Anita Augustin (2009)

am Schauspielhaus Bochum:
- Fahrstuhl zum Bankrott von Marcel Luxinger (2009)

am Schauspiel Frankfurt:
- Stadt aus Glas von Paul Auster (2009)
- Deutschland. Ein Wintermärchen von Heinrich Heine (2009)
- Romeo und Julia von William Shakespeare (2010)
- Die Sehnsucht der Veronika Voss von Rainer Werner Fassbinder (2010)
- Die Katze auf dem heißen Blechdach von Tennessee Williams (2011)
- Winterreise von Elfriede Jelinek (2011)
- X-Freunde von Felicia Zeller (2012, UA) »Stück des Jahres 2013«, eingeladen zu den Mülheimer Autorentheatertagen und zu den Berliner Autorentheatertagen
- Der Zwerg reinigt den Kittel von Anita Augustin (2014, UA)

am Badischen Staatstheater, Karlsruhe:
- König Lear von William Shakespeare (2010)

an der Sächsischen Staatsoper, Dresden:
- Street Scene von Kurt Weill (2011)
- La clemenza di Tito von Wolfgang Amadeus Mozart (2012)

an den Vereinigten Bühnen Bozen:
- Das weite Land von Arthur Schnitzler (2013)
- Das Ballhaus – Tanz durch ein Jahrhundert nach einer Idee von Jean-Claude Penchenat (2013)
- Anatevka von Jerry Bock (2015)

am Deutschen Nationaltheater, Weimar:
- Kabale und Liebe von Friedrich Schiller (2014)
- La Bohème von Giacomo Puccini (2014)

am Staatstheater Nürnberg:
- Das Käthchen von Heilbronn von Heinrich von Kleist (2014)
- Die Schutzbefohlenen von Elfriede Jelinek (2016)
- Robert Redfords Hände Selig von Rebekka Kricheldorf (2018)

am Luzerner Theater:
- Die Verfolgung und Ermordung Jean Paul Marats dargestellt durch die Schauspielgruppe des Hospizes zu Charenton unter Anleitung des Herrn de Sade von Peter Weiss (2015)

am Theater St. Gallen:
- Peter Pan Familienstück nach James Matthew Barrie (2016)

am Stadttheater Gießen:
- Eugen Onegin von Pjotr Iljitsch Tschaikowski (2015)

am Theater Magdeburg:
- Minna von Barnhelm von Gotthold Ephraim Lessing (2015)

am Staatstheater Darmstadt:
- Faust. Der Tragödie erster Teil von Johann Wolfgang Goethe (2016)

am Saarländischen Staatstheater:
- Nathan oder das Märchen von der Gleichheit nach Gotthold Ephraim Lessing (2017)
- Wir sind die Guten shoot/get treasure/repeat von Mark Ravenhill (2018)
- Das Achte Leben (Für Brilka) nach der Bühnenfassung von Emilia Heinrich, Julia Lochte und Jette Steckel nach dem Roman von Nino Haratischwili (2018)

am Tiroler Landestheater:
- Odyssee von Roland Schimmelpfennig (2023)
- Amore Tricolore Dolce Vita: Eine musikalische Reise durch Bella Italia (2024)
- Gi3F (Gott ist 3 Frauen) von (Kiki) Miru Miroslava Svolikova (2024)